# Russian Sky Airlines
Russian Sky Airlines – rosyjska linia lotnicza z siedzibą w Moskwie. Linie obsługiwały połączenia transportowe rejsowe i czarterowe do Europy, na Bliski Wschód oraz na Daleki wschód. Linie przewoziły również VIP-ów.
Głównym portem jest Port lotniczy Domodiedowo w Moskwie.

## Historia
Linie powstały 27 listopada 1995 jako East Line Air. W dniu 8 lutego 1996 linie otrzymały certyfikat nr 61 przyznany przez władze lotnictwa cywilnego w Rosji. Certyfikat ten dał prawo do obsługi wszystkich cywilnych samolotów produkcji rosyjskiej. Od 3 stycznia 1996 linie stały się członkiem IATA. W 1997 przewoźnik zmienił nazwę na East Line. 21 grudnia 2004 zmieniono nazwę tej linii na Russian Sky Airlines.
W 2005 linie zostały przejęte przez VIM Airlines.

## Flota
Stan floty na 2005: